# Иван Выжигин
«Иван Иванович Выжигин» — плутовской роман 1829 года, наиболее известное произведение Фаддея Булгарина. Считается первым в России бестселлером: только за пять дней 1829 года роман разошелся тиражом в 2000 экземпляров, за два года — уже в 7000. В то время зарубежная периодика отзывалась о Булгарине как о ведущем российском авторе.

## Написание и публикация
Булгарин начал писать роман в 1825 году. Первые отрывки появились в его журнале «Северный архив» в 1825—1827 годах под заголовком «Иван Выжигин, или Русский Жиль Блаз», который раскрывал жанровую и идейно-тематическую связь с романом Лесажа и «Российским Жильблазом, или Похождениями князя Гаврилы Симоновича Чистякова» В. Т. Нарежного. Первое отдельное издание романа «Иван Иванович Выжигин», носило уже подзаголовок: «Нравственно-сатирический роман», намекая на иную идеологическую направленность. Нравоописательная традиция, прочно соединившаяся с авантюрным началом, восходит, видимо, к очеркам Булгарина в «Северной пчеле».
Роман переведён на французский, английский, немецкий, итальянский, польский, шведский, голландский и чешский языки. 

## Сюжет
Героем романа является Сиротка, который рос в доме белорусского помещика Гологордовского и выполнял мелкие поручения. Однажды служанка посылает его к офицеру в деревню с запиской. Впоследствии оказывается, что офицер Миловидин завел романтические отношения с дочкой помещика и тайно увез её вместе с некоторыми слугами, включая Сиротку, из имения. Однако на одной из съемных квартир в Слониме молодая пара оставляет Сиротку евреям в залог. 
Оттуда его забирает к себе в лакеи господин Скотинка и увозит в Москву. Там богатая барыня Аделаида Петровна Баритоне признает в Сиротке своего племянника, благодаря чему он обретает фамилию Выжигин. Ивана Выжигина определяют в пансион, где он влюбляется в Груню — дочь вдовы Штосиной. Возлюбленная по делам наследства отправляется в Оренбург, за ней спешит и Выжигин. На постоялом дворе Выжигин узнает, что вдова Штосина — заядлая картежница, а её дочь служит лишь приманкой для офицеров. Он разочаровывается в своей возлюбленной. 
После поединка с соперником Выжигин обнаруживает себя в палатке у киргизцев. Новым хозяином Выжигина оказывается Арсалан-султан, старшина из киргизской орды. Главный герой делается оруженосцем своего господина и проникается обычаями степи. Зимний падёж скота разоряет Арсалан-султана, и он решается на грабеж каравана своего соседа Алтына. В стычке Выжигин спасает своего хозяина и получает вольную. 
Среди невольников Выжигин замечает старого знакомого офицера Миловидина. Вместе они возвращаются в Россию, где пользуются гостеприимством различных помещиков (Россиянинова и Глаздурина). В Москве Выжигин находит свою тетушку Аделаиду, которая признается, что он её внебрачный сын от родовитого ротмистра Милославского.

## Нравственная философия
Помимо приключенческой канвы роман имеет и нравственное содержание. Биография Миловидина являет собой пример падения, которое следует за распущенностью, волокитством и жаждой сиюминутных наслаждений. Также по порицаемому принципу «ешь, пей и веселись» живет помещик Глаздурин. Среди добродетелей Булгарин выделяет кротость, воздержанность, человеколюбие и «важность в обхождении».